# Bondeson-Gletscher
Der Bondeson-Gletscher ist ein 11 km langer Gletscher in der antarktischen Ross Dependency. Er fließt in nördlicher Richtung entlang der Ostseite des Benson Ridge in den unteren Abschnitt des Robb-Gletschers.
Der United States Geological Survey kartierte ihn anhand von Tellurometervermessungen von 1961 bis 1962 und Luftaufnahmen der United States Navy von 1960. Das Advisory Committee on Antarctic Names benannte ihn 1966 nach Wilhelm Fredrik Bondeson (1907–1997), Kapitän des Frachtschiffs USNS Private John R. Towle während der Operation Deep Freeze der Jahre 1964 und 1965.